# Deutsche Militairdienst-Versicherungs-Anstalt

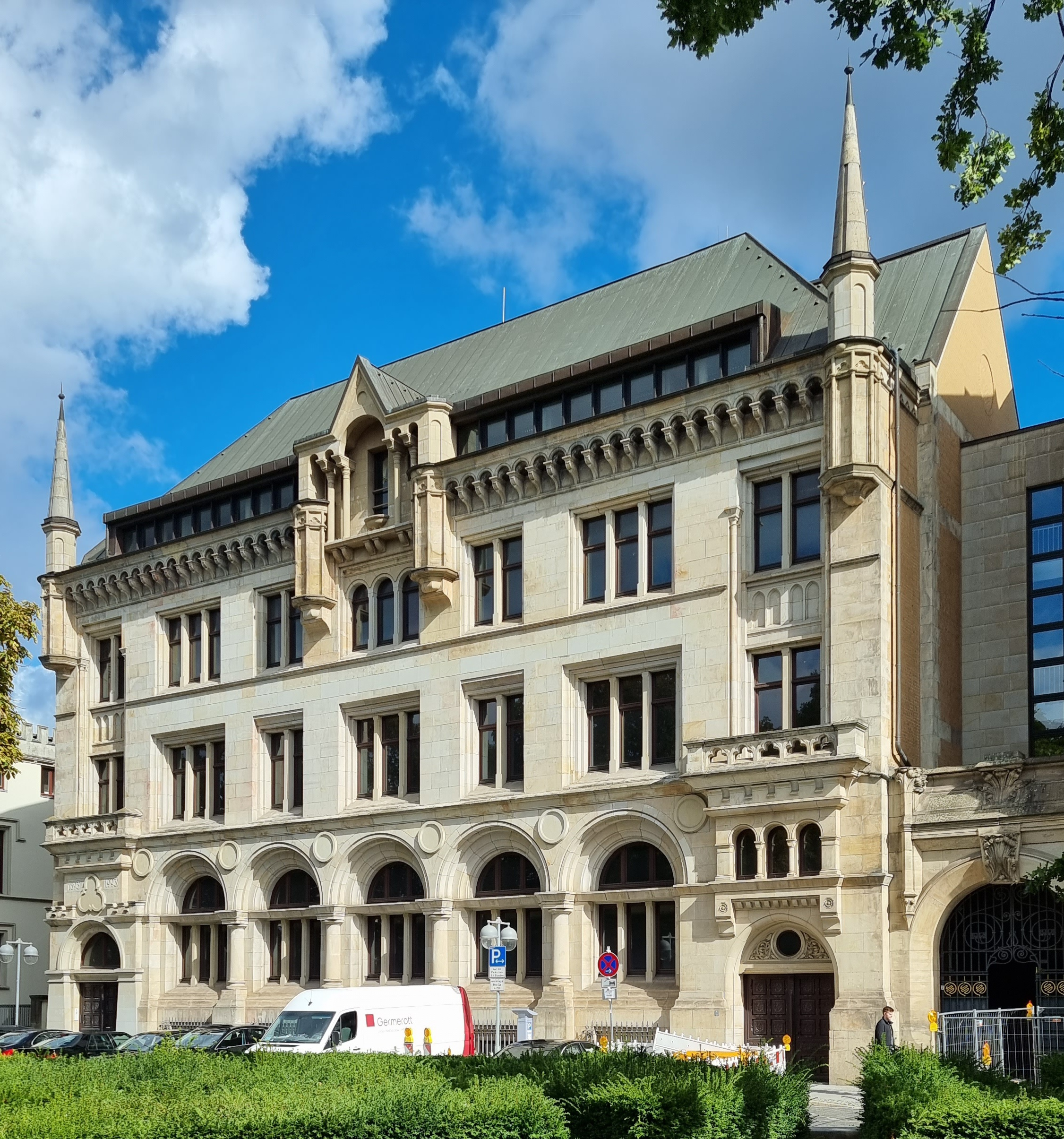
1893 errichtetes, heute denkmalgeschütztes Gebäude An der Börse 1 der ehemaligen Versicherungsgesellschaft

Die Deutsche Militairdienst-Versicherungs-Anstalt, auch Deutsche Militärdienstversicherungsanstalt  genannt oder Deutsche Militärdienst-Versicherungsanstalt, war eine im Jahr 1878 gegründete Versicherungsgesellschaft in Hannover für zukünftige Militär-Angehörige des Deutschen Kaiserreichs.

## Geschichte und Beschreibung

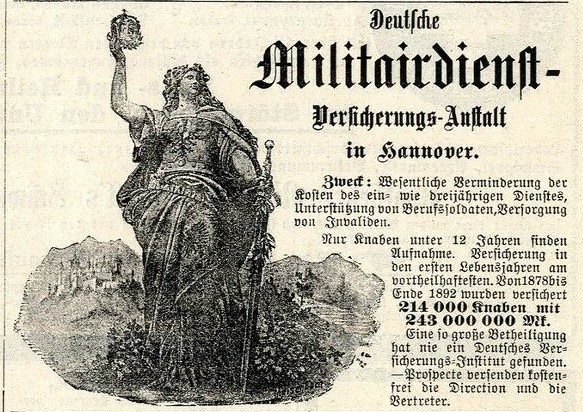
Werbeanzeige der Anstalt mit der die Lorbeer-unterkränzte preußisch-deutsche Kaiserkrone glorifizierenden Germania;
im Beiblatt der Fliegenden Blätter vom 29. Oktober 1893

Zweck des in den frühen Jahren des Deutschen Kaiserreichs auch Deutsche Militairdienst-Versicherungs-Anstalt genannten Unternehmens war die Kosten-Minderung für die ein- und dreijährigen Militärdienste, die Unterstützung deutscher Berufssoldaten sowie die Versorgung von Invaliden. Aufgenommen wurden „nur Knaben unter 12 Jahren“, wobei den Eltern der Abschluss einer Police für ihren männlichen Nachwuchs in dessen ersten Lebensjahren empfohlen wurde.
Die Gesellschaft hatte den Mathematiker August Amthor für ihre Zwecke verpflichtet.
Gegen Ende des Jahres 1892 waren rund 214.000 Policen mit einem Versicherungsvolumen von 243 Millionen Mark abgeschlossen worden. Ab demselben Jahr ließ die Gesellschaft bis 1894 einen von der Neogotik geprägten Neubau hinter dem hannoverschen Opernhaus errichten, der später zum Erweiterungsbau der Deutschen Bank umfunktioniert wurde.
Die Einrichtung firmierte als Versicherungsverein auf Gegenseitigkeit spätestens 1903 als Deutsche Militärdienst- und Lebensversicherungs-Anstalt a.G.
Mitten im Ersten Weltkrieg wurde die hannoversche Anstalt, die mitunter auch eingetragene Genossenschaft als Deutsche Militärdienst- und Lebensversicherungs-Anstalt eG bezeichnet wurde, 1915 der Berlinische Lebensversicherungs-AG angegliedert. Aus den 1920er Jahren haben sich Versicherungsscheine mit dem Titel „Deutsche Militärdienst-Versicherung, Zweigniederlassung Hannover der Berlinischen Lebens-Versicherungs-Gesellschaft“ erhalten.
Zur Zeit des Nationalsozialismus wurde die hannoversche Zweigniederlassung der Berlinischen Lebensversicherungs-AG in Deutsche Wehrdienst-Versicherung umbenannt, die ihren neuen Sitz unter der Adresse Aegidientorplatz 5 bezogen hatte.

## Archivalien
Archivalien von und über die Versicherungsanstalt finden sich beispielsweise
- als Verzeichnung Deutsche Militärdienst-Versicherungsanstalt in Hannover für die Laufzeit 1878 bis 1916 im Niedersächsischen Landesarchiv (Abteilung Wolfenbüttel), Archiv Polizeidirektion Braunschweig, Archivsignatur NLA WO 133 Neu Nr. 1881[12]